# 白馬鎮 (鄲城県)
白馬鎮（はくばちん）とは、中国河南省周口市鄲城県にある鎮である。

## 地理
面積107.7㎢、人口約7万8000人、人口密度:724人/㎢

## 行政区画
- 白馬村、張珍村、前寨村、大孫荘村、劉楼村、橋口村、張胖店村、後寨村、周李村、耐中村、大周村、仵店村、韓荘村、閻寨村、陳堂村、斉楼村、大刁村、刁楼村、窪李村、郝李村、郝老村、仵荘村、李荘村、小王楼村、大王楼村、胡寨村、高荘村、左荘村、連荘村、楊荘村、程荘村、于各村、張荘村、犁鏵村、老牙店村。

- 35の村によって構成されている。

## 産業
約11.3平方キロメートルの耕地面積を有し、タバコの生産拠点、カイコの生産地、漢方薬の生産、豚の繁殖などの産業農業が盛んである。
毎年小麦が4万トン以上収穫できるほか、大豆、トウモロコシ、サツマイモ、ナタネ、綿なども収穫できる。